# La tempranica
La tempranica es una zarzuela en un acto, dividido en tres cuadros, en prosa, con música de Gerónimo Giménez y libreto de Julián Romea Parra. Se estrenó en el Teatro de la Zarzuela de Madrid, el 19 de septiembre de 1900. En 1930, Federico Moreno Torroba transformó la zarzuela en una ópera titulada María la tempranica, pero no cuajó entre el público.
La tempranica puede considerarse una obra breve y simple. No obstante, destaca el número La tarántula e un bicho mu malo, que se ha convertido en una de las piezas favoritas de las solistas en los conciertos de zarzuela o como propina musical al final de las actuaciones.

## Contexto
La obra se estrenó el 19 de septiembre de 1900 con una gran recepción por parte del público y la crítica. El estreno sufrió un retraso debido a que en un principio se le adjudicó la obra a Pilar García, quien dejó de pertenecer a la compañía. Poco después, el hermano de Conchita Segura se puso en contacto con Romea para volver a la Zarzuela, iniciando así las negociaciones que le adjudicaron el papel. Sin embargo, esta sería luego sustituida por Matilde Franco por motivos que aún se desconocen.  
El libreto fue escrito por Romea Parra, quien trabajó también como actor, cantante y compositor. Su obra plasma con maestría los tipos populares y fue inspirada por el subyacente verismo italiano: la búsqueda de la veracidad en el relato exponiendo las problemáticas culturales y sociales propias de la crisis del 98'. 
Giménez presentó melodías de sonoridad popular y lenguaje internacional (con múltiples modos y piezas), utilizando también un tratamiento dramático a través del uso del leitmotiv.

La prensa generó una gran expectación de forma precedente al estreno, lo que contribuyó a su popularidad y auge. Sin embargo, la crítica fue ambivalente: 
"Es un precioso cuadro de color, de asunto sencillísimo, con carácteres sólidamente dibujados. Efecto de la misma sencillez de su asunto, la acción llega al último cuadro un tanto desmayada, diluida, pero es tan tierna la figura de la gitanilla, hay tanta poesía en aquella mozuela anhelante y amorosa, y es tan graciosa y tan ingenua la del gitanillo, que aunque otra cosa no tuviera la obra, es muy digna de figurar entre las mejores del género chico". 
"Hay que tener un conocimiento del teatro muy grande y un arsenal innagotable de recursos. Con el mismo asunto, cualquier autor de segunda fila hubiese fabricado un buñuelo de kilométrica circunferencia".
"Al Sr. Romea le gustó, sin duda, mucho el tercer acto de la comedia francesa... y aquí te cojo y aquí te mato. El parecido entre la obrita y la obra salta a la vista. Zazá va a casa de su amante a armarle el gran escándalo; pero ve allí a la inocente Toto, y la cólera de la pobre se deshace en lágrimas. La Tempranica se dirige a la casa del conde de Santa Fe, decidida a hacer un disparate; pero ve al condesito tan mono en su cunita y la pobre muchacha se retira, toda compungida, con la música a otra parte. [...] [Considera que no es un desatino] como tantos otros que nos sirven a diario. La zarzuela estrenada anoche es decorosa, y si no revela arte verdadero, manifiesta habilidad teatral y conocimiento de ciertos resortes".
"Romea, contra lo que acostumbraba, no se reservó papel en su obra, a pesar de irle tan bien los personajes gitanos y ser tan de su predilección. Pero cuidó la postura, y dirigió la representación, mostrando su maestría acostumbrada".
Si bien, la crítica a la música fue favorablemente unánime.

## Argumento

### Cuadro Primero
A su regreso de cazar, don Luis, don Mariano, don Ramón y Mr. James se reúnen para hablar en una explanada en la sierra cercana a Granada. Mientras tanto, ven pasar al gitanillo Grabié y le piden que cante. Don Luis y Grabié se reconocen mutuamente y después de la actuación del segundo, don Luis cuenta que un día se cayó del caballo y se quedó sin conocimiento en esta sierra, despertando en la casa de unos gitanos que le habían recogido. Estuvo con ellos varios días y se hizo pasar por labrador para satisfacer su curiosidad. Entre esta familia de gitanos se encontraba María, que se enamoró de don Luis. Primero, don Luis se dejó querer pero más tarde decide abandonarlos. Un año después, María se promete con un gitano llamado Miguel. Al enterarse de que don Luis está allí, manda a Grabié a buscarlo, resultando en un encuentro en la puerta de la casa donde ella le declara su amor pero él la rechaza.

### Cuadro Segundo
María y Grabié se encuentran en un rancho en la sierra junto con sus padres. Poco después llega Miguel, dispuesto a dar una fiesta para celebrar su boda con María, y acto seguido, Luis junto con sus amigos (con la intención de ver funcionar la fragua). Grabié avisa a su hermana de que don Luis está ahí y le comenta que va a volver a Granada y que está casado. 

### Cuadro Tercero
Sin embargo, María decide ir a la casa de don Luis en Granada, donde ve a su mujer: Lolita; y a su hijo. María, acompañada por Grabié, oye al matrimonio hablar y contemplar a su hijo y se da cuenta de que no tiene posibilidades. Por ello, regresa al lado de Miguel.

## Números musicales
| Número  | Género     | Nombre                           | Personajes                                                      |
| ------- | ---------- | -------------------------------- | --------------------------------------------------------------- |
| ACTO I  |            |                                  |                                                                 |
|         | Preludio   |                                  | (Instrumental)                                                  |
| N.º 1   | Coro       | La caza ya se esconde            | Don Luis, Mr. James, Don Mariano, Don Ramón, Ojeadores, Guardas |
| N.º 2   |            | La tarántula é un bicho mu malo  | Grabié                                                          |
| N.º 3   | Dúo        | Yo no sé al verte qué m’ha pazao | María, Don Luis                                                 |
| N.º 4   | Intermedio | A trabajá con faitigas           | María, Salú, Grabié, Pilín, Pastora, Zalea, Juan, Gitano        |
| N.º 5-A | Coro       | ¡Ea! ¡Ea! Vayan peniya afuera    | Gitanos                                                         |
| N.º 5-B | Canción    | Sierras de Granada               | María                                                           |
| N.º 5-C | Tanguillo  | Venga un nuevo tanguillo         | Gitanos                                                         |
| N.º 5-D | Intermedio |                                  | (Instrumental)                                                  |
| N.º 6   | Final      | Tempranica me yaman              | María                                                           |

## Personajes
| Personaje                                                    | Tesitura     | Reparto del estreno, 19 de septiembre de 1900 |
| ------------------------------------------------------------ | ------------ | --------------------------------------------- |
| María la Tempranita, gitana apasionada enamorada de don Luis | soprano      | Concha Segura, Matilde Franco, Felisa Lázaro  |
| Don Luis, señorito andaluz                                   | barítono     | José Sigler                                   |
| Grabié, hermano de María                                     | tiple cómica | Julia Mesa                                    |
| Don Mariano, amigo de don Luis                               | tenor        | Pedro Ruiz de Arana                           |
| Don Ramón, amigo de don Luis                                 | bajo         | Mariano Toha                                  |
| Mr. James, inglés en funciones cómicas                       | bajo         | Manuel Guerra                                 |
| Zalea, gitano                                                | barítono     | Fausto Redondo                                |
| Salú, gitana                                                 | soprano      | Emilia Mavillard                              |
| Juan, gitano                                                 | tenor        | Domingo Gallo                                 |
| Pastora, gitana                                              | soprano      | Antonia Espinosa                              |
| Pilín                                                        |              | Niño Andreus                                  |
| El zeñó Chano                                                |              | Pablo Arana                                   |
| Miguel, el lobito, joven gitano pretendiente de María        | actor        | José Moncayo                                  |
| Gitana Vieja                                                 |              | ¿? Guerra                                     |
| Gitano, cantaor flamenco                                     |              | Pablo Arana                                   |
| Curro                                                        |              | Francisco Mora                                |
| La Moronda                                                   |              | Nieves González                               |
| La Condesa                                                   |              | Carmen Hidalgo                                |
| Un gitano                                                    |              | ¿? Sánchez                                    |

## Orquesta
Coro:
- 14 sopranos.
- 13 contraltos.
- 15 tenores.
- 12 bajos.

| Viento                                   | -                                             | Solista | Percusión                                                    | Cuerda                                                       |
| ---------------------------------------- | --------------------------------------------- | ------- | ------------------------------------------------------------ | ------------------------------------------------------------ |
| Viento madera                            | Viento metal                                  |         |                                                              | Cuerda Frotada                                               |
| 2 Flautas (1 solista y 1 pícolo/solista) | 4 Trompas (2 solistas y 1 ayuda de solista)   | Arpa    | 4 instrumentos de percusión (1 solista y 2 ayuda de solista) | 12 violines primeros (2 concertinos y 2 ayuda de concertino) |
| 1 Oboe/Corno inglés (Solista)            | 3 Trompetas (2 solistas y 1 ayuda de solista) |         |                                                              | 10 violines segundos (2 solistas y 1 ayuda de solista)       |
| 1 Clarinete (solista)                    | 3 Trombones (2 solistas y 1 trombón bajo)     |         |                                                              | 9 violas (2 solistas y 1 ayuda de solista)                   |
|                                          |                                               |         |                                                              | 7 violonchelos (1 solista y 1 ayuda de solista)              |
|                                          |                                               |         |                                                              | 4 contrabajos (2 solistas)                                   |